# Ligne d'Évreux-Embranchement à Quetteville
La ligne d'Évreux-Embranchement à Quetteville est une ligne de chemin de fer française qui reliait Évreux (Eure) à Quetteville (Calvados).
Elle constitue la ligne 375 000 du réseau ferré national.
Seule une section de la ligne reste ouverte pour le fret entre la gare de Glos-Montfort et celle de Quetteville.

## Histoire
Un embranchement de la ligne de Serquigny à Oissel entre la gare de Glos-Montfort et Pont-Audemer est concédé au titre de l'intérêt local par une convention signée le 11 avril 1866 entre le Préfet de l'Eure et Monsieur Claude Girard. Cette convention est approuvée par un décret impérial qui déclare la ligne d'utilité publique le 9 juin 1866. Cette section est ouverte le 23 août 1867. La Compagnie des chemins de fer de l'Ouest ayant refusé de construire la ligne, c'est une société anonyme ad hoc qui se charge des travaux et de l'exploitation de ce chemin de fer d’intérêt local. La ligne est reprise en 1870 par la Compagnie du chemin de fer d'Orléans à Châlons.
Les sections « d'Évreux-Embranchement aux usines de Navarre » et « d'Évreux au Neubourg par les plateaux » sont concédées à la Compagnie du chemin de fer d'Orléans à Rouen par une convention signée le 6 novembre 1871 entre le préfet du département de l'Eure et la compagnie. Cette convention est approuvée le 8 août 1873 par un décret qui déclare les lignes d'utilité publique à titre d'intérêt local.
La loi du 17 juillet 1879 (dite plan Freycinet) portant classement de 181 lignes de chemin de fer dans le réseau des chemins de fer d’intérêt général retient en n° 42, une ligne de « Pont-Audemer à la ligne de Pont-l'Évêque à Honfleur ».
Les sections d'Évreux à Glos-Montfort par Le Neubourg, d'Évreux-ville à Évreux-Navarre et de Pont-Audemer à Quetteville sont concédées à titre définitif par l'État à la Compagnie des chemins de fer de l'Ouest (OUEST) par une convention signée entre le Ministre des travaux publics et la compagnie le 17 juillet 1883. Cette convention est approuvée par une loi le 20 novembre suivant.
En 1888, la ligne est prolongée vers Évreux, sur la ligne de Mantes-la-Jolie à Cherbourg, en deux étapes : le 2 janvier d'Évreux au Neubourg et le 1er juillet jusqu'à Glos-Montfort. L'année suivante, le 8 août 1889, la ligne est prolongée vers l'ouest de 16 km jusqu'à Quetteville pour se connecter à la ligne de Pont-l'Évêque à Honfleur. À la suite de la faillite de la Compagnie du chemin de fer d’Orléans à Châlons, une convention est signée entre le ministre des Travaux publics et le syndic de faillite le 2 octobre 1891. Cette convention prévoit le rachat de l'ensemble des lignes de la compagnie par l'État. Cette convention est approuvée par une loi qui intègre la ligne de Glos-Montfort à Pont-Audemer dans le réseau d'intérêt général et la concède à la compagnie des chemins de fer de l'Ouest le 3 août 1892.

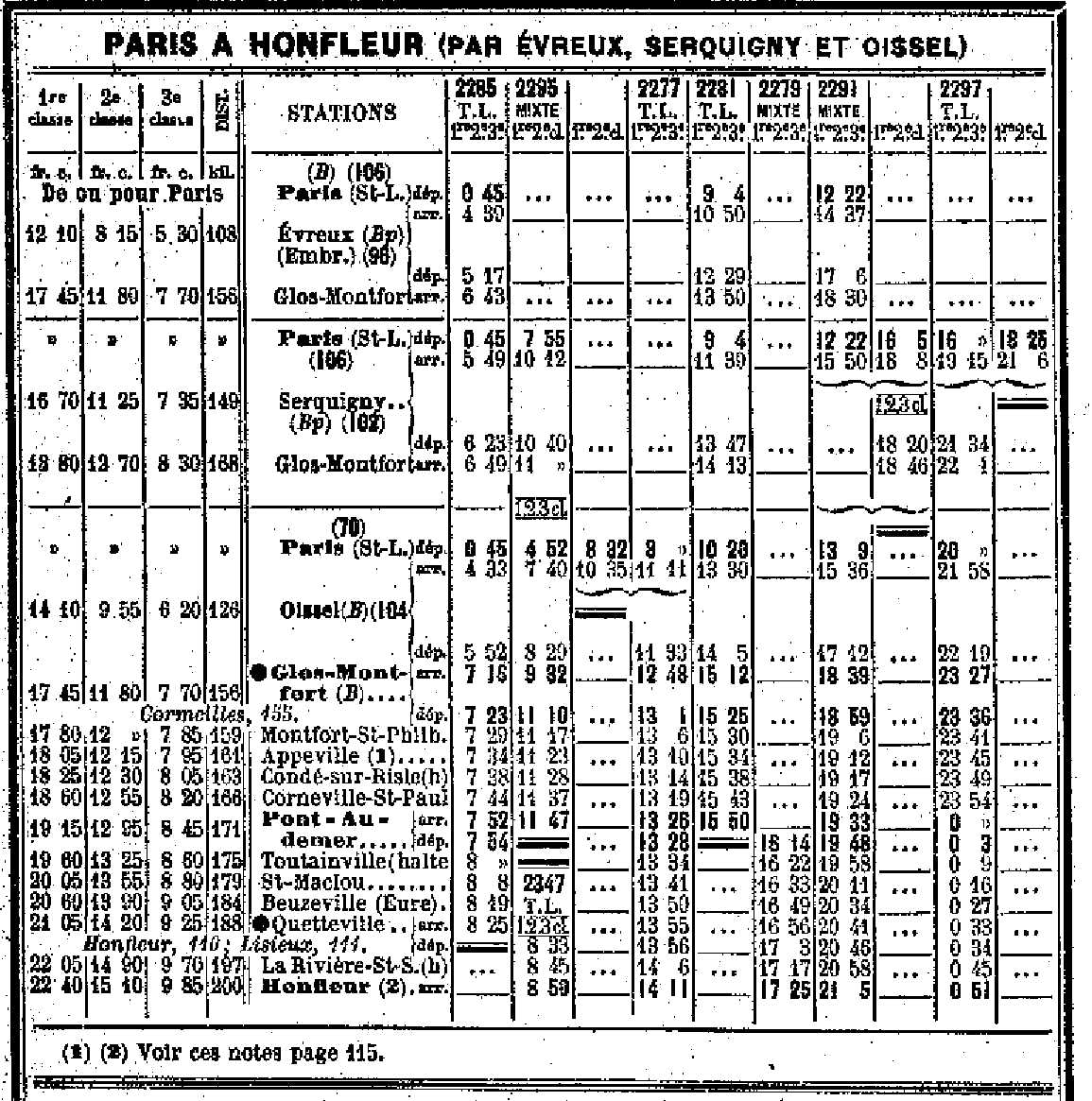
Horaires de la section Glos-Montfort - Quetteville en mai 1914.

La ligne est fermée au trafic voyageurs en 1969. Le trafic fret est interrompu entre Évreux et Le Neubourg en 1990.

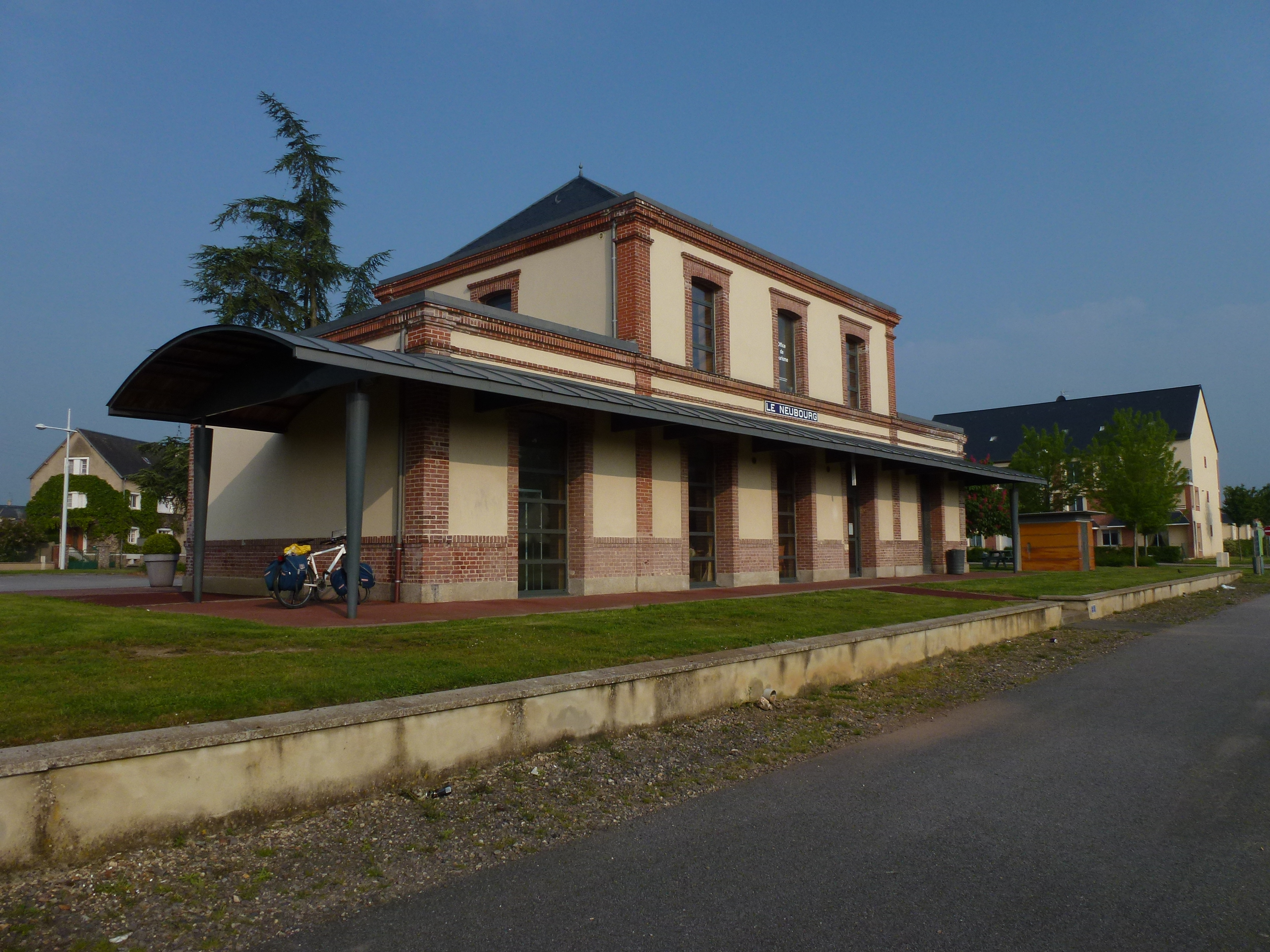
Le bâtiment voyageurs reconverti en office du tourisme du Neubourg.

La ligne est déclassée du réseau ferré national par étapes :
- section du Neubourg (PK 133,200) à Glos-Montfort (PK 153,650)
- section d’Évreux (PK 107,900) au Neubourg (PK 133,200) en 1994[10].

La section entre Évreux et les abords de la gare de Glos-Montfort a depuis été transformée en piste cyclable (voie verte d'Évreux à la vallée du Bec).

## Projet de réouverture partielle
Le trafic voyageurs entre Honfleur et Glos-Montfort pourrait repartir en remettant en service une section de l'ancienne ligne de Pont-l'Évêque à Honfleur. En 2021, le sujet ne fait toujours pas l'unanimité.